# Ongwediva-Kathedrale
Die Ongwediva-Kathedrale (englisch Ongwediva Cathedral) ist eine Kathedrale der römisch-katholischen Kirche in Namibia. Sie befindet sich in Ongwediva und soll Zentrum des zu schaffenden Bistums Oshakati werden. 
Die Einweihung war für Weihnachten 2019 geplant, nachdem diese zwischen 2018 und September 2019 erbaut wurde. Die Baukosten werden mit 28 Millionen Namibia-Dollar angegeben.